# کنپیتای
کنپیتای (به ژاپنی: 憲兵隊, Kenpeitai)، پلیس ضد شورش پلیس نظامی نیروی زمینی امپراتوری ژاپن از سال ۱۸۸۱ تا ۱۹۴۵ میلادی بود. کنپیتای هم یک پلیس نظامی به معنای متعارف و هم در نواحی اشغال شده توسط امپراتوری ژاپن یک نیروی پلیس مخفی بود. کنپیتای همچنین کسانی را که مظنون به ضد ژاپنی بودند را دستگیر کرده یا می‌کشت.